# لاکشیپور
لاکشیپور (به لاتین: Lakshmipur Sadar) یک منطقهٔ مسکونی در بنگلادش است که در ناحیه لاکشیم‌پور واقع شده‌است. لاکشیپور ۵۱۴٫۷۸ کیلومتر مربع مساحت و ۶۸۴٬۴۲۵ نفر جمعیت دارد.